# Eratoneura affinis
Eratoneura affinis är en insektsart som först beskrevs av Fitch 1851.  Eratoneura affinis ingår i släktet Eratoneura och familjen dvärgstritar. Inga underarter finns listade i Catalogue of Life.